# Rhaphoppia mihelcici
Rhaphoppia mihelcici är en kvalsterart som först beskrevs av Hammer 1968.  Rhaphoppia mihelcici ingår i släktet Rhaphoppia och familjen Oppiidae. Inga underarter finns listade i Catalogue of Life.